# Kim Mi-kyung (Comiczeichnerin)
Kim Mi-kyung (* 29. Februar 19xx) ist eine südkoreanische Comiczeichnerin.
Ihren ersten Comic als professionelle Zeichnerin brachte sie 1997 heraus. Nebenbei arbeitete sie auch als Amateurzeichnerin.
Von 2002 bis 2004 arbeitete sie für das Comicmagazin Bijou an ihrer ersten Serie und ihrem erfolgreichsten Werk Die 11. Katze (열한번째 고양이, yeolhanbeonjjae goyangi), das auch in vier Büchern im Verlag Sigongsa herausgegeben wurde und anschließend ins Deutsche und Englische übersetzt wurde. Diese sich vorwiegend an Mädchen richtende Sunjeong-Serie handelt von einer jungen Hexe, die gemeinsam mit ihrem Schutzgeist in Gestalt einer Katze einige magische Abenteuer besteht. 2004 folgte ein Sonderband zu dieser Serie, in dem neben der Vorgeschichte zu Die 11. Katze auch andere Kurzgeschichten der Autorin enthalten waren.